# Georg von dem Bussche
Georg Karl Franz Freiherr von dem Bussche gen. von Münch (* 17. Juli 1791; † 17. Dezember 1874 in Dresden) war ein deutscher Regierungsbeamter. Von 1817 bis 1838 war er Landrat des Kreises Rahden/Lübbecke in Westfalen.

## Herkunft
Georg Freiherr von dem Bussche entstammte der alten ostwestfälischen Adelsfamilie von dem Bussche-Ippenburg. Seine Eltern waren Philipp Clamor von dem Bussche gen. Münch (* 1728; † 1808) und dessen Ehefrau Wilhelmine Luise von Steinberg (* 1752; † 1831). Sein Vater war Domherr von Osnabrück und Herr auf den Gütern Benkhausen, Hoya und Anderten. Am 20. Juni 1773 erhielt sein Vater vom preußischen König Friedrich II. die Erlaubnis, den Namen und das Wappen der erloschenen Familie von Münch zu führen.

## Leben
Er besuchte die Ritterakademie in Lüneburg und die Universitäten Göttingen und Heidelberg. In Heidelberg wurde er 1809 Mitglied des Corps Guestphalia.
Freiherr von dem Bussche war Kammerherr in den Diensten von Jérôme Bonaparte des Königs von Westphalen und nahm am Feldzug Napoléons gegen Russland teil. 1814 wurde er Rittmeister in der Armee des Kurfürstentums Hessen.
Am 8. April 1817 wurde er unter Vorbehalt zum Landrat des Kreises Rahden (später Kreis Lübbecke) ernannt, in diesem Amt blieb er bis zu seiner Entlassung auf Gesuch im Jahr 1838. Während dieser Zeit befand sich das Landratsbüro im Schloss Benkhausen.
Georg Freiherr von dem Bussche war evangelisch und heiratete am 19. September 1813 in Kassel Sophie Eleonore Waitz von Eschen (* 19. Juli 1793; † 20. Oktober 1838), eine Tochter des Staatsministers Friedrich Sigismund Waitz von Eschen. Das Paar hatte mehrere Kinder:
- Clamor Philipp (* 6. Februar 1815; † 31. Juli 1875) ⚭ 1844 Clementine von Sierstorpff (* 16. März 1818; † 1886)
- Oskar Louis (* 1816; † nach 1850), preußischer Leutnant
- Karl Friedrich (* 1817; † 1849), gefallen im Gefecht bei Wiesenthal, Adjutant von Friedrich Karl von Preußen
- Sophie Caroline (* 14. April 1820) ⚭ 1851 Carl von Kosecky († 23. November 1855), Rittmeister a. D.